# Gymnodiptychus pachycheilus
Gymnodiptychus pachycheilus är en fiskart som beskrevs av Herzenstein 1892. Gymnodiptychus pachycheilus ingår i släktet Gymnodiptychus och familjen karpfiskar. Inga underarter finns listade i Catalogue of Life.